# Jules Blavier
Jules Désiré Joseph Ghislain Blavier (Thy-le-Château, 11 januari 1886 - Florennes, 23 november 1947) was een Belgisch volksvertegenwoordiger.

## Levensloop
Van beroep steenhouwer, werd Blavier actief in de coöperatieve vennootschappen van de socialistische zuil. In 1910 werd hij beheerder van de coöperatieve socialistische mutualiteit in Dinant en in 1912 van de Federatie van Socialistische Mutualiteiten. In 1913 stichtte Blavier in zijn geboortedorp Thy-le-Château de coöperatieve L'Avenir, die in voedselvoorziening voorzag. In deze hoedanigheid was hij in 1918 betrokken bij de oprichting van Les Magasins Généraux in Philippeville, een regionaal verbond van coöperatieven in de streek tussen Samber en Maas. Blavier werd gerant van de afdeling in Dinant en werd uiteindelijk inspecteur van coöperatieven. 
In 1914 werd Blavier tevens secretaris van de BWP-federatie van het arrondissement Dinant-Philippeville. In deze hoedanigheid was hij tussen 1921 en 1928 hoofdredacteur, beheerder en verantwoordelijk uitgever van het weekblad La Voix Ouvrière et paysanne. Van 1919 tot 1924 zetelde hij ook in de Algemene Raad van de BWP.
In 1921 werd Jules Blavier verkozen tot socialistisch provincieraadslid van Namen, de provincie waarvan hij van 1925 tot 1929 en van 1932 tot 1934 bestendig afgevaardigde was, bevoegd voor openbare werken en communicatiemiddelen. In de provinciale politiek stelde Blavier meermaals voor om sociale beleidsmaatregelen door te voeren ten voordele van provinciale ambtenaren, bijvoorbeeld een werkweek van 40 uur. Van 1939 tot aan zijn dood was hij eveneens gemeenteraadslid van Florennes.
In januari 1934 werd Blavier lid van de Kamer van volksvertegenwoordigers voor het arrondissement Dinant-Philippeville, ter opvolging van de overleden Jean-Baptiste Périquet. Hij werd in 1936 herkozen, maar in 1939 kreeg hij de eerste opvolgersplaats toegewezen. Door het ontslag van Denis Henon kon Blavier evenwel in de Kamer blijven zetelen. In 1946 werd hij nogmaals herkozen en hij zetelde tot aan zijn dood in november 1947. Blavier was een actieve volksvertegenwoordiger die lid was van de Kamercommissies Openbare Werken, Begroting en Financiën. In het parlement nam hij het woord over problemen in de landbouw en was hij de auteur van wetsvoorstellen over de invoering van een schadevergoeding voor landbouwers wier vee door mond-en-klauwzeer was getroffen en de aanpassing van de wetgeving inzake buurtwegen.
Blavier was ook militant van de Waalse Beweging en nam deel aan de Waalse congressen in Charleroi in 1946 en in Namen in 1947. In het parlement diende hij op 25 maart 1947 samen met Jean Rey, Marcel-Hubert Grégoire, Edmond Leclercq, Willy Frère en Julien Lahaut een Voorstel tot herziening van de Grondwet in, dat op 19 november dat jaar werd weggestemd. In dit wetsvoorstel stelden Blavier en zijn collega's voor om België om te vormen tot een federatie gevormd door twee gewestelijke staten, Vlaanderen en Wallonië, waarbij Brussel als stadstaat bestuurd zou worden door het federale bestuursniveau.
Blavier overleed in november 1947 op 61-jarige leeftijd aan een hartinfarct. 